# Bahnstrecke Hamburg-Altona–Kiel
| |                                                                                            |                                                 |                                                 |
| |                                                                                            |                                                 |                                                 |
| Fernbahn |                                                                                            |                                                 |                                                 |
| Streckennummer (DB): | 1220                                                                                       |                                                 |                                                 |
| Kursbuchstrecke (DB): | 103                                                                                        |                                                 |                                                 |
| Kursbuchstrecke: | 102 (1934) 93, 101 (Elmshorn – HH 1934) 113 (1946) 113a (Neumünster – Hamburg-Altona 1946) |                                                 |                                                 |
| Streckenlänge: | 104,877 km                                                                                 |                                                 |                                                 |
| Spurweite: | 1435 mm (Normalspur)                                                                       |                                                 |                                                 |
| Streckenklasse: | D4                                                                                         |                                                 |                                                 |
| Stromsystem: | 15 kV 16,7 Hz ~                                                                            |                                                 |                                                 |
| Streckengeschwindigkeit: | 160 km/h                                                                                   |                                                 |                                                 |
| Zugbeeinflussung: | PZB                                                                                        |                                                 |                                                 |
| Zweigleisigkeit: | durchgehend                                                                                |                                                 |                                                 |
| |                                                                                            |                                                 |                                                 |
| S-Bahn |                                                                                            |                                                 |                                                 |
| Streckennummer (DB): | 1225                                                                                       |                                                 |                                                 |
| Kursbuchstrecke (DB): | 101.3                                                                                      |                                                 |                                                 |
| Streckenlänge: | 14,666 km                                                                                  |                                                 |                                                 |
| Spurweite: | 1435 mm (Normalspur)                                                                       |                                                 |                                                 |
| Stromsystem: | Stromschiene, 1200 V =                                                                     |                                                 |                                                 |
| Streckengeschwindigkeit: | 100 km/h                                                                                   |                                                 |                                                 |
| Zugbeeinflussung: | PZB S-Bahn Hamburg                                                                         |                                                 |                                                 |
| Zweigleisigkeit: | durchgehend                                                                                |                                                 |                                                 |
| |                                                                                            |                                                 |                                                 |
| \| \| \| zum Norwegenkai und Seefischmarkt \| \| \| \| \| Schwedenkai (ehem. Bollhörnkai) \| \| \| \| \| \| \| \| \| \| Kiel, Bahnhof an der Klinke (1844–1899) \| \| \| \| 105,58700,000 \| Kiel Hbf \| Kiel Hbf \| \| \| \| nach Flensburg \| \| \| \| \| Güterumfahrung Hbf Richtung Eckernförde \| \| \| \| 104,100 00,000 \| Kiel Hgbf \| Kiel Hgbf \| \| \| \| nach Lübeck, nach Schönberger Strand \| \| \| \| 103,000 00,000 \| Meimersdorf Ost (Abzw) \| Meimersdorf Ost (Abzw) \| \| \| \| \| \| \| \| 101,000 00,000 \| Meimersdorf Rbf \| Meimersdorf Rbf \| \| \| \| \| \| \| \| 100,000 00,000 \| Meimersdorf \| Meimersdorf \| \| \| 95,311 00,000 \| Flintbek \| Flintbek \| \| \| 86,631 00,000 \| Bordesholm \| Bordesholm \| \| \| 80,711 00,000 \| Einfeld \| Einfeld \| \| \| \| von Flensburg \| \| \| \| 75,800 00,000 \| Neumünster Gbf \| Neumünster Gbf \| \| \| \| Bahnstrecke Neumünster–Heide \| \| \| \| \| Bahnstrecke Neumünster–Ascheberg \| \| \| \| 74,688 00,000 \| Neumünster \| Neumünster \| \| \| \| \| \| \| \| 74,113 00,000 \| nach Bad Oldesloe, nach Henstedt-Ulzburg \| nach Bad Oldesloe, nach Henstedt-Ulzburg \| \| \| \| \| \| \| \| \| Bk Padenstedt \| \| \| \| \| A 7 \| \| \| \| 65,620 00,000 \| Arpsdorf \| Arpsdorf \| \| \| 60,510 00,000 \| Brokstedt \| Brokstedt \| \| \| \| von Itzehoe \| \| \| \| 52,228 00,000 \| Wrist \| Wrist \| \| \| 47,740 00,000 \| Siebenecksknöll \| Siebenecksknöll \| \| \| 42,377 00,000 \| Dauenhof \| Dauenhof \| \| \| \| A 23 \| \| \| \| 36,236 00,000 \| Horst (Holst) \| Horst (Holst) \| \| \| 31,300 00,000 \| von Barmstedt \| von Barmstedt \| \| \| 31,000 00,000 \| Marschbahn von Glückstadt \| Marschbahn von Glückstadt \| \| \| 30,69700,000 \| Elmshorn \| Elmshorn \| \| \| \| Elmshorner Hafenbahn \| \| \| \| \| von Uetersen \| \| \| \| 23,173 00,000 \| Tornesch (Keilbahnhof) \| Tornesch (Keilbahnhof) \| \| \| 21,972 00,000 \| Ende der Uetersener Eisenbahn \| Ende der Uetersener Eisenbahn \| \| \| 19,262 00,000 \| Prisdorf \| Prisdorf \| \| \| 15,953 15,792 \| Pinneberg \| Pinneberg \| \| \| 14,233 \| Thesdorf \| Thesdorf \| \| \| 12,028 \| Halstenbek \| Halstenbek \| \| \| 10,780 \| Üst Bickbargen \| Üst Bickbargen \| \| \| 10,500 00,000 \| Hamburg-Eidelstedt En (Abzw) \| Hamburg-Eidelstedt En (Abzw) \| \| \| 9,481 \| Krupunder \| Krupunder \| \| \| 9,314 09,314 \| Landesgrenze SH–HH \| Landesgrenze SH–HH \| \| \| 8,881 00,000 \| Hamburg-Eidelstedt Gbf \| Hamburg-Eidelstedt Gbf \| \| \| 7,234 \| Hamburg Elbgaustraße \| Hamburg Elbgaustraße \| \| \| 6,371 \| von Henstedt-Ulzburg \| von Henstedt-Ulzburg \| \| \| \| zur Güterumgehungsbahn \| \| \| \| 6,100 \| Hamburg-Eidelstedt (S) \| Hamburg-Eidelstedt (S) \| \| \| 5,4514,383 \| Fehllänge 1068 m \| Fehllänge 1068 m \| \| \| 4,170 \| Langenfelder Brücke, A 7 \| Langenfelder Brücke, A 7 \| \| \| \| \| \| \| \| 4,044 \| Hamburg-Stellingen (S) (U-Bahn-Linie 5 geplant) \| Hamburg-Stellingen (S) (U-Bahn-Linie 5 geplant) \| \| \| \| \| \| \| \| 4,765 00,000 \| Hamburg-Langenfelde (Abzw) \| Hamburg-Langenfelde (Abzw) \| \| \| 4,149 00,000 \| Hamburg-Langenfelde Bbf \| Hamburg-Langenfelde Bbf \| \| \| 2,635 \| Hamburg-Langenfelde (S) \| Hamburg-Langenfelde (S) \| \| \| \| (Überwerfungsbauwerk) \| \| \| \| 1,399 \| Hamburg-Diebsteich (Fernbf im Bau) \| Hamburg-Diebsteich (Fernbf im Bau) \| \| \| 1,2997,830 \| S-Bahn vom Hauptbahnhof \| S-Bahn vom Hauptbahnhof \| \| \| \| Fernbahn vom Hauptbahnhof \| \| \| \| 6,249 \| S-Bahn von Hamburg-Blankenese \| S-Bahn von Hamburg-Blankenese \| \| \| \| zur Altonaer Hafenbahn \| \| \| \| 0,710 5,898 \| Hamburg-Altona (S-Bahn) \| Hamburg-Altona (S-Bahn) \| \| \| 0,000 00,000 \| Altona (Alter Bf) \| Altona (Alter Bf) \| \| \| \| City-S-Bahn \| \| \| \| \| \| \| \| Quellen: [1][2] \| \| \| \| |                                                                                            |                                                 |                                                 |
| Strecke |                                                                                            | zum Norwegenkai und Seefischmarkt               | zum Norwegenkai und Seefischmarkt               |
| Betriebs-/Güterbahnhof Streckenanfang · Strecke |                                                                                            | Schwedenkai (ehem. Bollhörnkai)                 | Schwedenkai (ehem. Bollhörnkai)                 |
| Abzweig ehemals geradeaus und nach links · Abzweig geradeaus und von rechts |                                                                                            |                                                 |                                                 |
| Bahnhof (Strecke außer Betrieb) · Strecke |                                                                                            | Kiel, Bahnhof an der Klinke (1844–1899)         | Kiel, Bahnhof an der Klinke (1844–1899)         |
| Kopfbahnhof Strecke bis hier außer Betrieb · Strecke | 105,58700,000                                                                              | Kiel Hbf                                        | Kiel Hbf                                        |
| Abzweig geradeaus und nach rechts · Strecke |                                                                                            | nach Flensburg                                  | nach Flensburg                                  |
| Strecke von rechts · Strecke · Strecke |                                                                                            | Güterumfahrung Hbf Richtung Eckernförde         | Güterumfahrung Hbf Richtung Eckernförde         |
| Kopfbahnhof Streckenanfang (Strecke außer Betrieb) · Strecke · Abzweig geradeaus und von links · Strecke nach rechts | 104,100 00,000                                                                             | Kiel Hgbf                                       | Kiel Hgbf                                       |
| Strecke (außer Betrieb) · Strecke · Abzweig geradeaus und nach links · Abzweig quer, von links und von rechts |                                                                                            | nach Lübeck, nach Schönberger Strand            | nach Lübeck, nach Schönberger Strand            |
| Strecke (außer Betrieb) · Strecke · Strecke · Blockstelle | 103,000 00,000                                                                             | Meimersdorf Ost (Abzw)                          | Meimersdorf Ost (Abzw)                          |
| Abzweig ehemals geradeaus und von links · Abzweig quer und nach rechts · Kreuzung geradeaus unten · Strecke nach rechts |                                                                                            |                                                 |                                                 |
| Dienststation / Betriebs- oder Güterbahnhof · Strecke | 101,000 00,000                                                                             | Meimersdorf Rbf                                 | Meimersdorf Rbf                                 |
| Strecke nach links · Strecke quer · Abzweig geradeaus und von rechts |                                                                                            |                                                 |                                                 |
| ehemaliger Haltepunkt / Haltestelle | 100,000 00,000                                                                             | Meimersdorf                                     | Meimersdorf                                     |
| Haltepunkt / Haltestelle | 95,311 00,000                                                                              | Flintbek                                        | Flintbek                                        |
| Bahnhof | 86,631 00,000                                                                              | Bordesholm                                      | Bordesholm                                      |
| Haltepunkt / Haltestelle | 80,711 00,000                                                                              | Einfeld                                         | Einfeld                                         |
| Abzweig geradeaus und von rechts |                                                                                            | von Flensburg                                   | von Flensburg                                   |
| Dienststation / Betriebs- oder Güterbahnhof | 75,800 00,000                                                                              | Neumünster Gbf                                  | Neumünster Gbf                                  |
| Abzweig geradeaus und von rechts |                                                                                            | Bahnstrecke Neumünster–Heide                    | Bahnstrecke Neumünster–Heide                    |
| Abzweig geradeaus und ehemals von links |                                                                                            | Bahnstrecke Neumünster–Ascheberg                | Bahnstrecke Neumünster–Ascheberg                |
| Bahnhof | 74,688 00,000                                                                              | Neumünster                                      | Neumünster                                      |
| |                                                                                            |                                                 |                                                 |
| Abzweig geradeaus und nach links | 74,113 00,000                                                                              | nach Bad Oldesloe, nach Henstedt-Ulzburg        | nach Bad Oldesloe, nach Henstedt-Ulzburg        |
| |                                                                                            |                                                 |                                                 |
| ehemalige Blockstelle |                                                                                            | Bk Padenstedt                                   | Bk Padenstedt                                   |
| Strecke mit Straßenbrücke |                                                                                            | A 7                                             | A 7                                             |
| ehemaliger Bahnhof | 65,620 00,000                                                                              | Arpsdorf                                        | Arpsdorf                                        |
| Bahnhof | 60,510 00,000                                                                              | Brokstedt                                       | Brokstedt                                       |
| Abzweig geradeaus und ehemals von rechts |                                                                                            | von Itzehoe                                     | von Itzehoe                                     |
| Bahnhof | 52,228 00,000                                                                              | Wrist                                           | Wrist                                           |
| ehemaliger Haltepunkt / Haltestelle | 47,740 00,000                                                                              | Siebenecksknöll                                 | Siebenecksknöll                                 |
| Bahnhof | 42,377 00,000                                                                              | Dauenhof                                        | Dauenhof                                        |
| Strecke mit Straßenbrücke |                                                                                            | A 23                                            | A 23                                            |
| Haltepunkt / Haltestelle | 36,236 00,000                                                                              | Horst (Holst)                                   | Horst (Holst)                                   |
| Strecke · Strecke von links | 31,300 00,000                                                                              | von Barmstedt                                   | von Barmstedt                                   |
| Abzweig geradeaus und von rechts · Strecke | 31,000 00,000                                                                              | Marschbahn von Glückstadt                       | Marschbahn von Glückstadt                       |
| Bahnhof · Haltepunkt / Haltestelle Streckenende | 30,69700,000                                                                               | Elmshorn                                        | Elmshorn                                        |
| Abzweig geradeaus und ehemals nach rechts |                                                                                            | Elmshorner Hafenbahn                            | Elmshorner Hafenbahn                            |
| Strecke von rechts · Strecke |                                                                                            | von Uetersen                                    | von Uetersen                                    |
| ehemaliger Haltepunkt / Haltestelle · Bahnhof | 23,173 00,000                                                                              | Tornesch (Keilbahnhof)                          | Tornesch (Keilbahnhof)                          |
| Strecke nach links · Abzweig geradeaus und von rechts | 21,972 00,000                                                                              | Ende der Uetersener Eisenbahn                   | Ende der Uetersener Eisenbahn                   |
| Haltepunkt / Haltestelle | 19,262 00,000                                                                              | Prisdorf                                        | Prisdorf                                        |
| Bahnhof · S-Bahnhof | 15,953 15,792                                                                              | Pinneberg                                       | Pinneberg                                       |
| Strecke · S-Bahn-Halt | 14,233                                                                                     | Thesdorf                                        | Thesdorf                                        |
| Strecke · S-Bahn-Halt | 12,028                                                                                     | Halstenbek                                      | Halstenbek                                      |
| Strecke · Überleitstelle / Spurwechsel | 10,780                                                                                     | Üst Bickbargen                                  | Üst Bickbargen                                  |
| Strecke von links · Abzweig geradeaus und nach rechts · Strecke | 10,500 00,000                                                                              | Hamburg-Eidelstedt En (Abzw)                    | Hamburg-Eidelstedt En (Abzw)                    |
| Strecke · Strecke · S-Bahn-Halt | 9,481                                                                                      | Krupunder                                       | Krupunder                                       |
| Grenze · Grenze · Grenze | 9,314 09,314                                                                               | Landesgrenze SH–HH                              | Landesgrenze SH–HH                              |
| Dienststation / Betriebs- oder Güterbahnhof · Strecke · Strecke | 8,881 00,000                                                                               | Hamburg-Eidelstedt Gbf                          | Hamburg-Eidelstedt Gbf                          |
| Strecke · Strecke · S-Bahnhof | 7,234                                                                                      | Hamburg Elbgaustraße                            | Hamburg Elbgaustraße                            |
| Strecke · Strecke · Abzweig geradeaus und von links | 6,371                                                                                      | von Henstedt-Ulzburg                            | von Henstedt-Ulzburg                            |
| Abzweig geradeaus und nach links · Kreuzung geradeaus oben · Kreuzung geradeaus oben |                                                                                            | zur Güterumgehungsbahn                          | zur Güterumgehungsbahn                          |
| Strecke · Strecke · S-Bahnhof | 6,100                                                                                      | Hamburg-Eidelstedt (S)                          | Hamburg-Eidelstedt (S)                          |
| Strecke · Strecke · Kilometer-Wechsel | 5,4514,383                                                                                 | Fehllänge 1068 m                                | Fehllänge 1068 m                                |
| Strecke mit Straßenbrücke Streckenanfang · Strecke mit Straßenbrücke · Strecke mit Straßenbrücke Streckenende | 4,170                                                                                      | Langenfelder Brücke, A 7                        | Langenfelder Brücke, A 7                        |
| |                                                                                            |                                                 |                                                 |
| Strecke · Strecke · S-Bahn-Halt | 4,044                                                                                      | Hamburg-Stellingen (S) (U-Bahn-Linie 5 geplant) | Hamburg-Stellingen (S) (U-Bahn-Linie 5 geplant) |
| |                                                                                            |                                                 |                                                 |
| Blockstelle · Strecke · Strecke | 4,765 00,000                                                                               | Hamburg-Langenfelde (Abzw)                      | Hamburg-Langenfelde (Abzw)                      |
| Dienststation / Betriebs- oder Güterbahnhof · Strecke · Strecke | 4,149 00,000                                                                               | Hamburg-Langenfelde Bbf                         | Hamburg-Langenfelde Bbf                         |
| Abzweig geradeaus und nach halblinks · Abzweig geradeaus und nach halbrechts · S-Bahn-Halt | 2,635                                                                                      | Hamburg-Langenfelde (S)                         | Hamburg-Langenfelde (S)                         |
| Abzweig geradeaus und von halblinks · Abzweig geradeaus und von halbrechts · Strecke |                                                                                            | (Überwerfungsbauwerk)                           | (Überwerfungsbauwerk)                           |
| Strecke · ehemaliger Bahnhof · S-Bahnhof | 1,399                                                                                      | Hamburg-Diebsteich (Fernbf im Bau)              | Hamburg-Diebsteich (Fernbf im Bau)              |
| Strecke · Strecke nach halblinks | 1,2997,830                                                                                 | S-Bahn vom Hauptbahnhof                         | S-Bahn vom Hauptbahnhof                         |
| Strecke · Strecke von halblinks |                                                                                            | Fernbahn vom Hauptbahnhof                       | Fernbahn vom Hauptbahnhof                       |
| Abzweig quer und nach rechts · Abzweig geradeaus und von rechts · Abzweig geradeaus und ehemals von rechts | 6,249                                                                                      | S-Bahn von Hamburg-Blankenese                   | S-Bahn von Hamburg-Blankenese                   |
| Tunnelanfang · Abzweig geradeaus und ehemals nach links |                                                                                            | zur Altonaer Hafenbahn                          | zur Altonaer Hafenbahn                          |
| S-Bahnhof (im Tunnel) · Kopfbahnhof Strecke ab hier außer Betrieb | 0,710 5,898                                                                                | Hamburg-Altona (S-Bahn)                         | Hamburg-Altona (S-Bahn)                         |
| Strecke (im Tunnel) · Kopfbahnhof Streckenende (Strecke außer Betrieb) | 0,000 00,000                                                                               | Altona (Alter Bf)                               | Altona (Alter Bf)                               |
| Strecke nach links (im Tunnel) · Strecke quer (im Tunnel) |                                                                                            | City-S-Bahn                                     | City-S-Bahn                                     |
| |                                                                                            |                                                 |                                                 |
| Quellen: |                                                                                            |                                                 |                                                 |

Die Bahnstrecke Hamburg-Altona–Kiel ist die älteste Eisenbahnstrecke in Schleswig-Holstein. Heute verbindet sie Hamburg, Elmshorn, Neumünster und Kiel miteinander.

## Verlauf
Der Nullpunkt der Kilometrierung liegt am ursprünglichen Endbahnhof, dessen Empfangsgebäude heute Rathaus des Bezirks Altona ist. Die heutige Trasse beginnt am Kopfbahnhof Hamburg-Altona. Dazu parallel verläuft die Trasse der S-Bahn Hamburg mit den Linien S3 und (ab Diebsteich) S5.
Pinneberg ist der erste Halt der Fernbahnstrecke. Dort besteht eine Umsteigemöglichkeit zur S-Bahn. In Elmshorn zweigen die Marschbahn zur Nordseeküste und die Bahnstrecke nach Henstedt-Ulzburg ab.
Weiter nördlich, in Neumünster, bestehen Umsteigemöglichkeiten nach Flensburg, Richtung Heide – Büsum, Richtung Bad Segeberg – Bad Oldesloe und zur AKN Richtung Kaltenkirchen – Hamburg-Eidelstedt. Güter- und Reisezüge im Skandinavienverkehr nutzen die Strecke zwischen Hamburg und Neumünster. Von Kiel können die Regionalstrecken nach Lübeck, nach Flensburg oder nach Kiel-Oppendorf genutzt werden.

## Geschichte

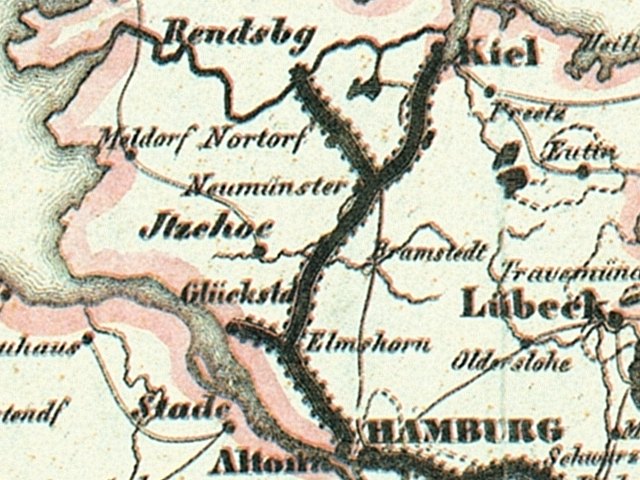
Bahnstrecke Altona–Kiel mit Anschlussstrecken Elmshorn-Glückstadt (die spätere Marschbahn) und Neumünster–Rendsburg 1849

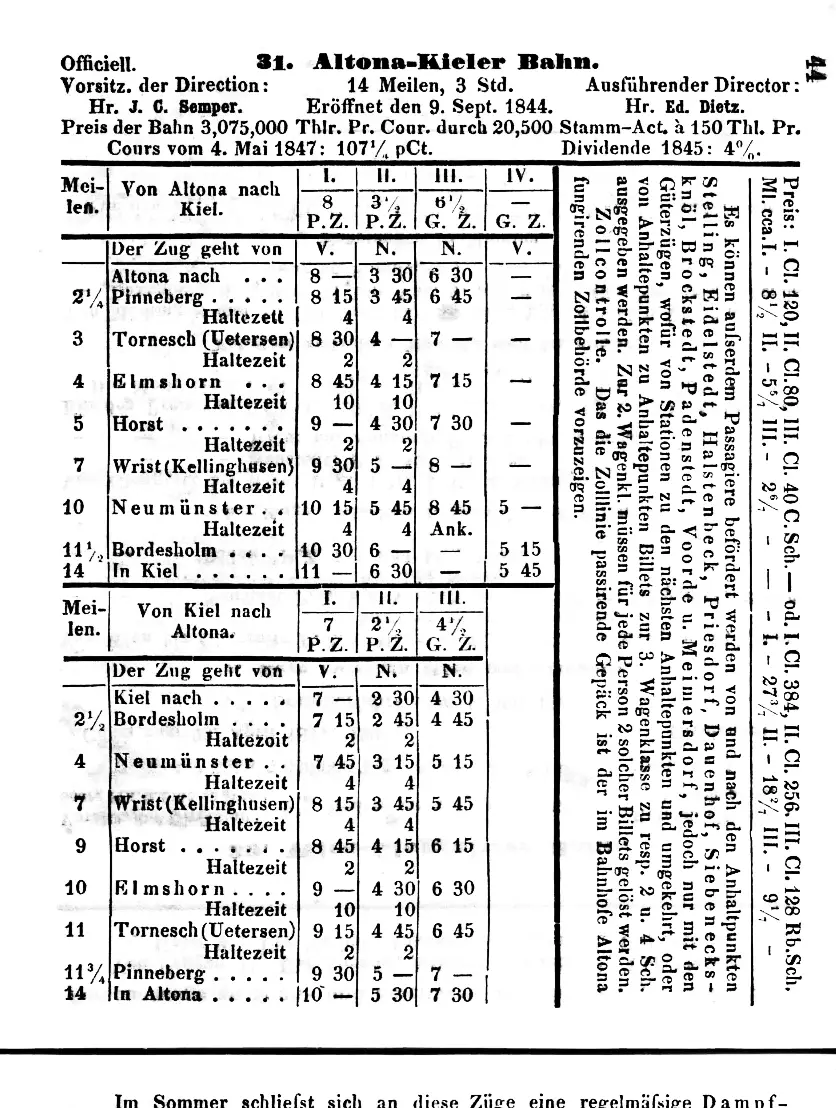
Fahrplan 1847

Die Strecke wurde ab 1842 von der Altona-Kieler Eisenbahn-Gesellschaft (AKE) gebaut. Am 18. September 1844, dem Geburtstag des dänischen Königs Christian VIII. wurde die 108 Kilometer lange Strecke eröffnet. Die Betriebsführung lag zunächst bei der AKE bis zur Übernahme durch den preußischen Staat bzw. die Preußischen Staatseisenbahnen am 1. Januar 1887. Die heutige Strecke befindet sich nach weiteren aufeinander folgenden Übernahmen durch die Deutsche Reichsbahn, die Deutsche Bundesbahn und die DB Netz AG im Besitz der DB InfraGO AG.
Ab 3. Juli 1944 gab es laut Kursbuch täglich 7–10 Verbindungen Kiel–Hamburg und 8–10 Hamburg–Kiel mit Fahrzeiten zwischen 1h 50min (Halt nur in Elmshorn, Wrist, Neumünster) und 2h 48min (16 Unterwegshalte).
Am 24. September 1995 wurde die Elektrifizierung der 109 Kilometer langen Strecke in Betrieb genommen. Nunmehr ging es ohne Umstieg in 76 Minuten von Hamburg Hauptbahnhof nach Kiel, wofür zuvor 100 Minuten und ein Umstieg nötig waren. Der Bahnhof Hamburg-Altona wurde durch den Hamburger Hauptbahnhof als Startbahnhof für alle regelmäßig nach Kiel verkehrenden Personenzüge abgelöst. Erstmals wurde Kiel, mit zwei Zugpaaren täglich von ICE-Zügen bedient, mit einer Reisezeit von 61 Minuten. Eine Elektrifizierung dieser Eisenbahnstrecke war bereits vor dem Ersten Weltkrieg beabsichtigt gewesen. Das Vorhaben kam nicht zustande, weil die Heeresverwaltung dies für alle für den Aufmarsch wichtigen oder in der Nähe der Staatsgrenzen befindlichen Strecken strikt ablehnte.
Seit dem Fahrplanwechsel am 9. Dezember 2012 können nach vorheriger Abstimmung unter allen Betriebsstellen zwischen Maschen und Padborg Züge mit maximal 835 Meter Länge auf der Strecke verkehren; zuvor waren nur 740 Meter lange Züge erlaubt.

### Ausblick
Der Streckenabschnitt zwischen Neumünster und Hamburg soll bis 2025 mit ETCS ausgerüstet werden. Möglichst große Abschnitte sollen dabei mit ETCS Level 2 ausgerüstet werden.

## Heutiger Verkehr

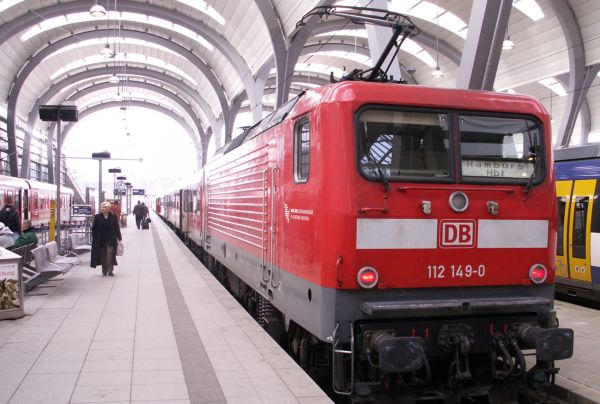
DB 112 149 im Kieler Hauptbahnhof

Auf ganzer Streckenlänge finden Güterverkehr, Fernverkehr (ICE/IC/EC) und Nahverkehr statt.

### Nahverkehr
Ab dem 14. Dezember 2008 wurden der Anteil von Regional-Express-Zügen mit Doppelstockwagen erhöht. Heute fahren alle RE-Züge mit Doppelstockwagen.
Am 4. April 2009 übernahm DB Regio die Regionalbahnlinie Kiel–Neumünster erneut von der Nord-Ostsee-Bahn (NOB), im Tausch gegen den Personenverkehr im Abschnitt Kiel–Eckernförde, wo allerdings die DB Regio mit BR 648 Triebwagen wieder verkehrt. Damit sollte der Fahrzeugumlauf rationalisiert werden. Die Regionalbahn Kiel / Neumünster, welche als RB 77 geführt wurde, wurde mit einer Elektrolokomotive der Baureihen 112 oder 143 und einer fünfteiligen SHE-Garnitur, bestehend aus einem Mittelwagen 1. Klasse, drei Mittelwagen 2. Klasse und einem Steuerwagen, gefahren.
Von Dezember 2014 bis Dezember 2027 laufen die Verkehrsverträge für das Netz Mitte.
Das Los A, zunächst bestehend aus den Linien RE 7 Flensburg–Hamburg, RE 70 Kiel–Hamburg und RB 77 Kiel–Neumünster, wurde an DB Regio vergeben. Seit dem Fahrplanwechsel im Dezember 2017 werden auf den Linien RE 7 und RE 70 die lokbespannten Züge sukzessive durch vierteilige doppelstöckige Elektrotriebwagen der Baureihe 445 ersetzt. Die bisherige Regionalbahnlinie RB 77 wurde in das Flügelkonzept der Linie RE7 integriert, welche nun zwischen Hamburg und Neumünster mit je einem Zugteil nach Flensburg und nach Kiel verkehrt. In Neumünster wird der Zug geteilt, wofür der Bahnhof speziell signaltechnisch mit einer Beifahranlage aufgerüstet wurde. Seitdem bieten die Linien RE 7 und RE 70 einen umsteigefreien Halbstundentakt zwischen Hamburg und Kiel.
Das Los B besteht aus den Linien RB 61 Itzehoe–Hamburg und RB 71 Wrist/Itzehoe–Elmshorn–Hamburg-Altona und wurde an die Nordbahn Eisenbahngesellschaft vergeben. Auf den beiden Linien verkehren im Stundentakt Flirt-Triebwagen, zudem werden in den Hauptverkehrszeiten Verstärkerfahrten zwischen Elmshorn und Pinneberg angeboten. Um die Züge der Linie RB 71 nach Wrist fahren zu lassen, wurde dort ein neues Wendegleis gebaut.
Mitte 2024 schrieb der Nahverkehrsverbund Schleswig-Holstein (NAH.SH) den Betrieb der Linien RE7 und RE70 für den Zeitraum ab Dezember 2027 aus. Im April 2025 wurde bekannt, dass dabei kein wirtschaftliches Angebot eingegangen sei. Daher soll das Vergabeverfahren mit angepassten Anforderungen erneut gestartet werden. Der Verkehrsvertrag für die Linien RB 61 und RB 71 für den Zeitraum nach 2027 wurde im Mai 2025 erneut an die Nordbahn vergeben.

### Fernverkehr
Im Fernverkehr fahren zwischen Hamburg und Kiel ICE-1- und ICE-4-Züge sowie IC und EC mit Elektrolokomotiven der Baureihen 101 der DB oder 193 der CD und acht bis elf Wagen. Die Züge zwischen Hamburg und Kiel halten zumeist auch in Neumünster. Zwischen Hamburg und Flensburg verkehren 2020 täglich pro Richtung fünf (im Sommerzeitraum sieben) dänische IC3-Züge auf der Relation Hamburg – Fredericia – Aarhus und København. Auf Grund von Trassenkonflikten halten die Züge von/nach Aarhus nicht in Neumünster und Schleswig, aber in Hamburg-Dammtor und Rendsburg und die Züge von/nach København nicht zwischen Flensburg und Hamburg Hauptbahnhof, mit Ausnahme des nur im Sommerzeitraum verkehrenden nächtlichen Zugpaares, das auch in Neumünster und Kiel hält.